# التوتاليتارية
هي كنوع من أنواع الانظمة الديكتاتورية 

## التوتاليتارية
لم تستخدم كلمة توتاليتارية بمعناها المعاصر إلا في أعقاب الحرب العالمية الأولى للدلالة على الأنظمة الجديدة التي قامت في الدول التي هزمت في الحرب مثل ألمانيا وروسيا. أو تلك التي خذلت في معاهدات السلام مثل إيطاليا، بيد أن هذه الانظمة كانت تنهل في توجهاتها الجديدة من الطروحات الفكرية الليبرالية والاشتراكية التي كانت قد برزت فيها منذ بداية القرن التاسع عشر وساهمت بشكل مباشر ببعض وحدتها القومية في الربع الاخير من القرن نفسه.
الفيلسوف الألماني فخته Fichte (1762-1814) الذي شهد نتائج الانتصارات العسكرية البونابرتية الاليمة على بلاده كان أول من حاول، في خطابه للامة الألمانية الصادر في عام 1808 التأكيد على بدء عصر جديد تكون السيطرة فيه للعلم العقلاني الذي يجب الاعداد له عن طريق اصلاح النظام التربوي. فالتربية، برأيه، هي القادرة على تحقيق حرية الامة الألمانية. وهذه الأمة لها مواصفات خاصة، ورسالة معينة تحملها للعالم أجمع. فهي أمة تتحدد بلغتها قبل كل شيء. وبمواصفاتها النوعية، وبقدراتها الروحية الكبرى التي يجب أن تستجمعها إذا ما أرادت تحمل مسؤوليتها التاريخية في تمدين العالم وتحضيره.
وقد علمت الحرب فخته بان ليس هناك قانون أو حق بين الدول بإستثناء حق الأقوى. وأنه كي يصبح الشعب الألماني أمة حقيقية، فان عليه الخضوع لارادة مربٍ وطني حازم لأن الإرغام بحد ذاته هو أحد اشكال التربية. وعلى كل المفاهيم الأخرى كالاغلبية الديموقراطية، والحس العام الاختفاء أمام هذا المربي لأن لا أحد يمتلك أي حق امام العقل، ولأن الذي يتمتع بطاقة كبرى على فهم وإستيعاب المسائل الاساسية له وحده الحق بإجبار كل الناس على اتباع تحليلاته ومواقفه.
هيغل جاء ليثني على أفكار فخته وليؤكد أقواله حول تفوق الامة الألمانية. ففي كتابة فلسفة التاريخ، المنشور في عام 1837، كرر هيغل القول بان مهمة الشعب الإلماني هي قيادة العالم أجمع نحو المرحلة التي لا تكون فيها الحرية إمتيازاً لشخص أو لطبقة محددة، وإنما من حق كل اولئك الذين يشكلون الجسم الاجتماعي.
نيتشه Nietzsche (1844-1900) شدد على التأثير الذي يمكن لبعض الأفراد، المتميزين بقدراتهم العقلية، وإرادتهم، وحبهم للسيطرة، أن يمارسوه على مجرى تاريخ الشعوب. وبنظره، فإن الإنسانية تقسم إلى نوعين من الاعراق: العليا والدنيا. فالاعراق المتفوقة هي سبب ومبعث الحضارة، ولذا لها الحق في السيطرة، في حين أن على الاعراق الأخرى الخضوع لها.

## ترخيص
.
في كتاب هكذا تكلم زرادشت، المنشور في عام 1892، يستعرض نيتشه أفكاره عن الإنسان الخارق الذي يجب أن يكون متحرراً من كل الكوابح الاخلاقية التي تعيق مهمته التاريخية، ويقترح علينا عبادة القوة. كما يندد بالقوانين الموجودة التي تحد من نمو وقوة الرجال الخارقين باعتبار أنها تقوم على مساواة وهمية مناقضة للطبيعية الإنسانية.
ومن الواضح بأن مثل هذه الافكار عن اللامساواة العضوية كانت في أساس المواقف العنصرية التي تميزت بها النازية في العصر الحالي. إلا أن ما يجب التوقف عنده أيضاً هو الدور الذي لعبته هذه الأفكار في تحريك المشاعر القومية حيث إستخدمها كل من بسمارك في ألمانيا، وماتزيني في إيطاليا، لتحقيق وحدة بلادهما.
كذلك إستخدمها الاشتراكيون الفابيون لتبرير تأييدهم للسياسة الاستعمارية التوسعية التي على بريطانيا القيام بها من أجل مساعدة الشعوب المتأخرة على إدارة أمورها كما كانوا يزعمون.

## الانظمه التوتاليتاريه وتعريفها بشكل عام
```
بجوهرها
 لا تختلف التوتاليتارية الاشتراكية عن تلك الرأسمالية. فهي في كلا الحالتين تمثل السلطة المطلقة للدولة التي تريد إلغاء الحدود التي تفصلها عن بقية الشرائح الاجتماعية وحتى عن الافراد. وهي تطرح نفسها كعنصر توحيد يضع حداً لكل أشكال الانقسامات الاجتماعية من أجل إقامة المجتمع المتماسك. فالوحدة الاجتماعية لها الأولوية هنا على بقية المسائل والامور.
والدولة التوتاليتارية لا تمثل شعباً سابقاً عليها بوجوده وإنما هي الشعب نفسه. وبما أنها مشاركة في وجود الامة فإنها ليست بحاجة إلى أية شرعية كانت. وليس هناك من قانون يعلو عليها، فهي مركز السلطة وإرادتها هي القانون. ولأن الإرادة السياسية لا يمكن أن تكون سوى إرادة شخص واحد، فان السلطة كلها تذوب في شخص القائد الذي يعتبر تجسيداً للشعب وليس ممثلاً عنه. ومن هنا فان ارادة هذا القائد لا تعرف حدوداً، وهي أيضاً ليست بحاجة للشرعية.
```

ودور القائد في النظام الشمولي هو محوري يمثل مركز الاستقطاب لكل الفعاليات التي تقوم عليها الدولة. ومواقفه لا تحتمل النقد أو المراجعة لأنها تنبع من رؤية إستشراقية خاصة ليست بمتناول الآخرين، ولذا فاننا نراه يتدخل في كل الامور والمسائل السياسية، والاقتصادية، والعسكرية، والايديولوجية فهو المنظر السياسي والايديولوجي، وهو القائد العسكري، والاقتصادي، وهو الحارس على القيم الاجتماعية. وهو يستمد طاقته الكبرى من إيمان الجماهير به التي تكرس له نوعاً من التعظيم يصل إلى درجة العبادة. ولعل مثال هتلر وستالين دليل واضح على أهمية القائد في النظام التوتاليتاري.
وبالرغم من تباعدهما الفكري، وإيمانهما بمبادئ متناقضة، فان كلا الاثنين بنى في بلاده نظاماً يتطابق في مضمونه مع النظام الآخر. فالشيوعية السوفياتية حاولت خلق حالة اندماجية بين الشعب والدولة تحت زعامة ستالين، على غرار النازية لاقامة مجتمع بدون انقسامات، يذوب فيه الفرد داخل الجماعة.
لكن، وللوصول إلى هذا التطابق التام بين الشعب والدولة، فان التوتاليتارية ترى نفسها مضطرة لسلوك سبل معينة حددها عالم السياسة الاميركي كارل فريدريتش على الوجه التالي:
أولاً: وجود أيديولوجية شمولية، وحزب واحد تحت إمرة قائد مطلق. فالتوتاليتارية لا تؤمن بالتعددية الحزبية أو الفكرية ولا تسمح بها. وإيديولوجية النظام هي العقيدة الرسمية التي يجب اعتناقها والخضوع لمتطلباتها من قبل الجميع.
ثانياً: وجود نظام إرهابي يعتمد على بوليس سري وأجهزة قمع متطورة جداً للسهر على بقائه وإستمراره. وهذه الاجهزة تمارس رقابة مباشرة وفعالة على كل الأفراد، حتى في ادق تفاصيل حياتهم الخاصة لأن ليس هناك من حياة خاصة خارج إطار النظام الذي يجب أن يحظى بالتقديس من كل أبناء الشعب بدون إستثناء، ولا حريات فردية.
ثالثاً: احتكار الدولة لوسائل الاتصال مع الجماهير (أجهزة الاعلام) وإستخدامها في تكوين الرأي العام وتوجيهه. إذ ليس هناك من رأي يخالف الرأي الرسمي. فالمعارضة غير موجودة، ولا يسمح بقيامها. ولذا فإن التوتاليتارية ترفض اللعبة البرلمانية الديموقراطية، وتستبدلها بالاستفتاءات المباشرة التي تعتبرها أكثر تمثيلاً لمواقف الجماهير وإرادتها.
رابعاً: السيطرة التامة على كل أنواع المنظمات المهنية والاقتصادية وإدارتها بصورة مباشرة. فالنقابات والاتحادات العمالية والمهنية هي من ضمن مؤسسات النظام، وتعمل بإشرافه في إطار برنامج محدد يكفل تناسقها الكلي مع الحركة الشاملة للمجتمع.
وهذه الامور لا يمكن توفرها إلا في مجتمع صناعي يمتلك وسائل تكنولوجية متطورة ولذا يمكن القول بأن النظام التوتاليتاري استفاد من الادوات المتقدمة التي وضعتها التقنية الحديثة في خدمته. ونلاحظ بأن الانظمة التوتاليتارية في كل من روسيا في عهد ستالين وألمانيا بقيادة هتلر، كانت قد دخلت باندفاع قوي في مرحلة التطور الصناعي الكبير التي عرفها النصف الأول من هذا القرن، ووجدت فيها حافزاً لتبرير سياستها التوسعية داخل أوروبا الشرقية بحجة إيجاد مدى حيوي لمنتجاتها الاقتصادية.
وبالرغم من القواسم المشتركة المتعددة التي تجمع بينها، فان تناقضات المصالح الهامة بين هذه الانظمة قادتها كما نعلم إلى ذلك الصدام الذي شهده العالم في الحرب الثانية. وكانت النتيجة دخول الغرب الصناعي، بشقيه الرأسمالي والاشتراكي، في دوامة أخرى من الصراعات والتسابق إلى التسلح وانقسام مناطق النفوذ في العالم.
وبرزت الامبريالية كظاهرة تسلطية جديدة في العلاقات الدولية ناجمة عن الانظمة الغنية والقوية. وقد عبر الاستاذ ريمون آرون عن هذا الواقع الجديد بقوله: "أن الرأسمالية والاشتراكية هما وجهان لعملة واحدة هي المجتمع الصناعي"، فالامبرالية أصبحت سمة العصر السائد في هذه الدول المتطورة.
==أسس التوتاليتارية – حنة أرندت==
الدولة التوتاليتارية هي الدولة ذات النظام الشمولي التي لا تكتفي بإدارة شأن البلاد الخارجي لكن تدس أنفها في كل شأن داخلي ولو كانت تمتلك التقنية للوصول إلى عقل الفرد لتعرف ما يدور في ذهنه من أفكار لفعلت، وفي هذا الكتاب تحاول المفكرة الألمانية الأصل “حنة أرندت” تفكيك بنية هذا النظم وكيفية وصولها إلى الحكم ولماذا تستمر، والكتاب يستعرض “النظام الشيوعي” و “النظام النازي” والكاتبة تذكر أسباب عديدة لحصر تحليلها على هذين النظامين، ورغم أن النازية حاربت الشيوعية بل إن سقوط هتلر كان بسبب الاتحاد السوفيتي بالدرجة الأولى إلا أن هنالك تجانس كبير في بنية نظاميهما.

### المجتمع بلا طبقات.
ربما يكون من المثير للاستغراب للمتابع للدول التوتاليتارية في حاضرها لكنه يعيش تحت سماء دولة أخرى أو للذي يقرأ تاريخها على ضفة أخرى من الزمان أن القادة التوتاليتاريين يستمدون شرعيتهم من الجماهير التي تهتف بأسمائهم في الشوارع وأنهم فعلا وصلوا إلى الحكم عبر صناديق الاقتراع فلا أحد يشكك في انتخابات ألمانيا التي أوصلت هتلر إلى سدة الحكم ويغلب على الظن أيضا أن ستالين كانت غالبية الشعب السوفيتي تريده وموسوليني في إيطاليا تسلق شرفة قصر الحكم عبر حبال الحب التي كنه له الشعب الإيطالي في وقتٍ ما _نفس الشعب الذي سيعلقه جثة هامدة ويرميها بالأحذية والبصاق _ إذا كيف لنظام توتاليتاري يعرف نفسه بهذا الشكل ويهدف بشكل سافر إلى انتهاك حقوق المواطنين أن يصل إلى الحكم ويستمر فيه عبر أصوات الشعب ؟!
تقول حنة أرندت من الصعب إرجاع هذه الشعبية التي تمتع بها ستالين وهتلر إلى “الحملة الدعاية” الكاذبة التي تدمج فيها الكذب والجهل وأيضا ليس من عادة الديكتاتور _المتطرف منهم_ أن يواري جرائمه بل يمضون متفاخرين بجرائمهم السابقة ومعلنين بالتفصيل عن جرائمهم الآتية لذلك كان النازيون على قناعة بأن الشر يمارس في عصرنا قوة جذب مرَضية للجماهير وإن افتتان الناس بالقوة المطلقة والجريمة قديم وليس بالأمر الجديد ويدل عليه حب الناس لروايات الجريمة وأفلام العنف، إذا هي خاصية سيكولوجية لدى الناس، وبجانب النازيين كان الشيوعيون يقرون في الداخل والخارج أنهم لا يخضعون لمعايير الأخلاق المعتمدة، ومن المهم للنظام التوليتاري أن يخرج على شعبه وهو يرتدي بردة القوة، فالبشر بطبيعتهم يحملون بجانب خوفهم الشديد من الطاغية صاحب الجبروت احتراما كبيرا له وكما تقول حنة أرندت ((لطالما ثبت أن الرعاع يرحبون بأعمال العنف قائلين بإعجاب لئن كان هذا غير جميل، فإنه بالتأكيد بالغ القوة)), إن سعي الحركة التوليتارية إلى تفكيك الأحزاب سنة لا يمكن أن يقوم النظام التوتاليتاري بدونها، فإن الأحزاب بطبيعتها تستقطب بالدرجة الأولى ذوي المصالح وتهتم بطبقات معينة وتسعى إلى جعل الرأي العام يؤثر في مسار الشؤون المحلية، هذا النمط الكلاسيكي من الأحزاب لا يستطيع العيش في الدولة التوتاليتارية لأنه إبان قيام الدولة التوتاليتارية يكون هنالك انهيار في نظام الطبقات فبعد الحرب العالمية الأولى فاقم التضخم والبطالة تصدع بنية المجتمع الذي كان منهارا أصلا بعد الهزيمة العسكرية في الحرب العالمية الأولى وفي الاتحاد السوفيتي قيام الثورة البلشفية أدى إلى إلغاء حقيقي لنظام الطبقات، فلنتخيل أن الشاب العاطل عن العمل الذي كان يرى في الأحزاب اليسارية الاجتماعية ممثلا له وأن أصحاب الممتلكات الصغيرة الذين كانون يستظلون بمظلة حزب من الوسط واليمين والأغنياء كانوا ينتمون إلى الأحزاب اليمينية كل هؤلاء فقد مكانتهم وبالتالي فقدت الأحزاب نفسها مكانتها ولم يعد لوجودها أية قيمة على أرض الواقع وتحول هؤلاء اليائسين إلى جمهور عريض من الناس وشكلت المرارة الشائعة في المجتمع أقوى رابط مشترك بين الجماهير، وهذا الشعور بالمرارة لم يوحد هذه الجماهير تحت لواء الخيبة لكنه وأكثر من ذلك محا الاختلافات الفردية بين الشعب.
والشيء الملفت أن كل الجماعات السياسية تنسب إلى مراكز قوى نسبية في المجتمع سواء تمثيل نقابة أو مصالح فئة أو حتى ايدولوجيا معينة فإن الحركات التوتاليتارية تنبع من قوة الأعداد وحدها، ولذلك ترى حنة أرندت أنه من المحال قيام دولة توتاليتارية في دولة قليلة العدد نسبيا، ولذلك كانت هنالك حركات توتاليتارية في أوروبا وتولت هذه الحركات زمام السلطة فعلا لكنها لم تستطيع إقامة نظام توتاليتاري كما فعل هتلر وستالين وليس ذلك لأنهم لم يكونوا يريدون ذلك بل لم يستطيعوا فالتوتاليتارية تشترط نظام استبدادي قاهر وما كانت هذه الأنظمة تمتلك الجهاز البشري الكافي يخولها بالاستبداد وليست حتى لديها من الثروة البشرية يجعلها قادرة على تحمل خسائر فادحة في البشر، لذلك كان على فرانكو رئيس أسبانيا وغيره أن ينتهجوا منهجا أكثر ألفة وعدلا من صدقيه هتلر وموسوليني. وأما حزب “الخمير الحمر” الذي استولى على السلطة في كومبيوديا فلأنه أراد أن يكون توتاليتاريا مثل هتلر وستالين فقد اضطر إلى قتل ما بين مليون شخص إلى ثلاثة ملايين من أصل عدد سكان يبلغ عدده ثمانية ملايين، أي أن هذا الحزب تخلص تقريبا من ربع السكان وهذا أدى إلى انهياره فلم يبقى في السلطة إلا أربع سنوات فقط. لكن ستالين تسبب في قتل 50 مليون إنسان ومع ذلك استطاع الاستمرار في الحكم لأكثر من عقدين من الزمان.

### الدعاية في الحركة التوتاليتارية
في بداية كل حركة سياسية من ينجذب إليها في العادة هما صنفان الأول “المعدمون” ونقصد بالعدمية هنا كل صنوفها معدموا الأمل والمال والذين لا يجدون في الحياة الكثير ما يغريهم، والصنف الثاني هو عكسهم تماما وهم النخبة سواء الفكرية أو الاقتصادية فهؤلاء يملكون من الطموح والرؤية ما قد يجعلهم ينخرطوا في مثل هذه الحركات كي يكتبوا أسمائهم على لوح التاريخ بماء الذهب، لكن هؤلاء الصنفان لا يمكنهما إقامة حركة توتاليتارية لذلك تلجأ الحركة التوتاليتارية إلى تسخير الدعاية وفي أحيانا كثيرة تناضل الحركة التوتاليتارية للوصول إلى السلطة عبر نظام دستوري ضامن لحرية الرأي _ولو نسبيا_ فتبدأ الحركة التوتاليتارية تمارس ألاعيبها في هذا الهامش المتروك لها وترسخ أقدامها في تربة المجتمع عبر الدعاية، وحنة أرندت تقول أن الدعاية والإرهاب في البلدان التوتاليتارية وجهان لعملة واحدة، لكن ما أن تنحل التوتاليتارية وتمسك زمام السلطة لم يعد ما تقوم به دعاية بل تحول إلى تلقين عقائدي وكان استخدامها للعنف هدفه إنما لتحقيق عقائدها الايدولوجية أكثر من هدف إخافة الناس، ومن الطريف تذكر موقف الاتحاد السوفيتي من البطالة فهم أنكروا وجودها في بلادهم ثم حينما أصبح هنالك حديث عن وجودها وووجوب صرف “رواتب للعاطلين” وجودها فرصة مهمة لترسيخ الفكرة الاشتراكية التي تقول: من لا يعمل لا ينال خبزا، وعندما أراد ستالين أن يعيد كتابة تاريخ الثورة أكتوبر عين حملة كاملة دعائية وأمرهم بإتلاف كل الكتب التاريخية القديمة بل والقضاء أيضا على مؤلفيها ومن يظن أنه قد قرأها، وعندما صدر تاريخ الحزب الشيوعي عام 1938 كانت انتهت الحملة التطهيرية الواسعة التي فعلها ستالين وحصدت جيلا كاملا من العلماء والمؤلفين لأنه لم يعد بحاجة إلى حملات تطهير بعد الآن، والدعاية في الحركة التوتاليتارية تقوم بإسباغ صفة العصمة على “القائد” لذلك تكون أفكاره وأقواله محل اهتمام الصحافة والإعلام ويروج لها بينهم وليس غريبا أن تكون معظم أفكارهم التي يطرحونها لا تتحقق في يوم ولا شهر بل يعطون لها أمدا طويلا ولذلك هتلر ادعى أن الحرب العالمية الثانية ستحدد شكل العالم للعشرين قرنا القادمة ! وحتى الكلمات العابرة التي تقال يصبح لها شأنها إذا قالها القائد فحتى لو قال ستالين: الشمس تشرق من المشرق، لكانت صحف الغد تكتظ بتحليلات عديدة ومن زوايا مختلفة لتبيين عبقرية هذه المقولة، وأما النبوءات التي يتلوها القائد فهذه لها شأن آخر فكان هتلر وستالين يعلنون عن مراميهم السياسية على شكل نبوءات، فهتلر قال في المجلس الإمبراطوري ((اليوم أقول لكم نبوءة: إذا نجح اليهود مرة أخرى في إشعال حرب عالمية ثانية.. ستكون نتيجة ذلك إبادة العرق اليهودي في أوروبا)) وبإمكاننا ترجمة هذه النبوءة من العبارات التوتاليتارية إلى عبارات سياسية واقعية فسيكون معنى العبارة: أنوي بالقيام بالحرب وإبادة العرق اليهودي في أوروبا.
فهذه النبوءة إنما حققها هتلر بنفسه، وأيضا ستالين قال في مقر الحزب الشيوعي عام 1930 بما معناه: بنية الاتحاد السوفيتي لا يمكن أن يوجد فيها متطرفون يساريون أو يمينيون. وطبعا لو ترجمنا العبارة لكانت هكذا: أنوي إبادة المتطرفين اليمينين واليساريين، وفي كلا الحالتين يتحقق الهدف نفسه فالتصفية الجسدية تندرج ضمن مسار تاريخي حيث لا ينجز الإنسان ولا يعاني إلا ما كان ينبغي له أن يتم على أي حال وفق القوانين الثابتة، وحينما ينفذ الإعدام بحق الضحايا تصير النبوءة إثباتا للغيب بطريقة رجعية إذ ليس من شيء حادث إلا وتم التنبؤ بحدوثه.
ومن الملاحظ أيضا أن مؤسسات الدعاية في الأنظمة التوتاليتارية لا تنفك عن بذر فكرة المؤامرة في عقول الشعب ففي ألمانيا كان اليهود هم من يحيكون المؤامرة العالمية وأن الشعب الألماني هو الذي تلقى على عاتقه المسؤولية التاريخية لنقض خيوط المؤامرة وإيقاف اليهود عن تدمير العالم، وأما في الاتحاد السوفيتي فمنذ قيام الثورة البلشفية كانت هنالك ثورة تحيق بها فأولا الأنظمة الرأسمالية التي تنوي إسقاط “البوليتارية” التي وصلت إلى الحكم أخيرا ثم أتت مؤامرة التروتسكيين _نسبة إلى تروسكي القائد الذي رافق لينين في الثورة لكن بعد موت لينين وتولي ستالين مناصب الحكم حدثت بينهما مشاكل وثم نفاه وكان معارضا لحكم ستالين_ وبعد الحرب العالمية الثانية رجعت إلى الاتحاد السوفيتي فكرة المؤامرة ولكن هذه المرة بالحرب الباردة بين الولايات المتحدة والاتحاد السوفيتي والدسائس العالمية التي تقودها الولايات المتحدة لإسقاط الاتحاد السوفيتي، إن هذه العدو حتى وإن كان حقيقيا لكنه ضروري للحملة الدعائية وللأنظمة التوتاليتارية فلا يمكن قيام نظام توتاليتاري بدون “عدو” ولذلك ينقل عن هتلر: لو لم يكن اليهود موجودين لاضطررنا إلى خلقهم.
هذا العدو تستغله الأنظمة التوتاليتاري في تصفية أعدائها فكل عدو هو عميل لهذا “العدو” وبطبيعة الحال سيخسر المناوئ للنظام كل أمجاده وكل تاريخه النضالي وكل التعاطف الشعبي إذا نُسب إلى هذا العدو، وهذا النوع من الحملات الدعائية يركز على أحد خصائص الجماهير المعاصرة الرئيسية فهذه الجماهير لا تعتقد بشيء مما هو مرئي ولا بواقع اختبارها نفسه وهي لا تثق بسماعها حتى ولا أعينها وإنما تضع كل ثقتها في المخيلة التي تطلق العنان لافتتانها بكل ما هو “كوني – عالمي” ومتماسك في نفسه، والواقع إن الجماهير لا تقنعها الوقائع التي تختلف مع بنية تفكيرها التي اعتنقته وتعتبره استثناءا يؤكد عقيدتها، وتميل إلى النظام المتماسك التي تشكل هي _الجماهير_ جزءا لا يتجزأ منه في الظاهر، وإذا وجد الباحث أن الجماهير لديها قابلية وتهيأ ذاتي لاستقبال كل الإيدولوجيات بسهولة فلأن هذه الإيدولوجيات تشرح الوقائع باعتبارها امثلة ناتجة عن قوانين مسبقة وتستبعد المصادفات بأن تبتدع سلطة كونية عليا تصدر عنها كل الحوادث والمجريات، وعلى هذا فإن الحملة الدعائية التوتاليتارية تزدهر في هذا الهروب من الواقع إلى الوهم ومن المصادفة نحو التماسك.